# Rabo de Saia
Rabo-de-Saia é uma minissérie brasileira produzida e exibida pela TV Globo de 8 de outubro a 2 de novembro de 1984, em 20 capítulos.
Escrita por Walter George Durst, inspirada na obra Pensão Riso da Noite: Cerveja, Sanfona e Amor de José Condé, escrita com a colaboração de José Antônio de Souza, Tairone Feitosa e Tom Zé, com roteiro final e direção de Walter Avancini.
Contou com as participações de Ney Latorraca, Dina Sfat, Tássia Camargo e Lucinha Lins.

## Trama
A história de Ezequias Vanderlei Lins, o Seu Quequé, um caixeiro-viajante, e sua vida dividida em três cidades, com três esposas e casamentos diferentes. Em Nova União (Pernambuco), vive com Eleuzina. Santinha é sua mulher em Chegança, Alagoas, enquanto em Catulé, Sergipe, é casado com Nicinha, sem que uma saiba das outras.

## Elenco
- Ney Latorraca - Quequé
- Dina Sfat - Eleuzina
- Lucinha Lins - Santinha
- Tássia Camargo - Nicinha[1]
- Paulo Hesse - Solon
- Luiz Guilherme - Angostura
- Newton Prado - Saturnino
- Daniel Dantas - Compadre Lula
- Marilena Ansaldi - Magnólia
- Dante Ruy
- Jackson de Souza - Sondi
- Cidinha Milan - Totéia
- Daniel Barcellos - Oficial de Justiça
- Silas Andrade - Otávio  o noivo
- Nhá Barbina - participação especial
- Yara Lins
- José Steinberg - Padre Júlio
- Miguel Rosenberg - Coronel Villa Nova
- Carmem Lu de Mendonça - Maristela
- Carlos Gregório - Quinquin de Sales
- Jofre Soares - Barauna
- Tião D'Ávila - Tobias
- Rogério Márcico - Juiz
- Inês Galvão - Veridiana
- Elizabeth Gasper
- Ivan de Almeida

## Exibição
Foi reprisada pela primeira vez entre 26 de janeiro a 12 de fevereiro de 1988, às 22h30.
Foi reprisada pela segunda vez entre 20 a 31 de agosto a de 1990 no Festival 25 Anos, substituindo Anos Dourados e sendo substituída por Escrava Isaura.